# Olympische Sommerspiele 1952/Teilnehmer (Niederländische Antillen)
| Gelbes Symbol für Goldmedaillen mit stilisierten Olympischen Ringen | Graues Symbol für Silbermedaillen mit stilisierten Olympischen Ringen | Braundes Symbol für Bronzemedaillen mit stilisierten Olympischen Ringen |
| ------------------------------------------------------------------- | --------------------------------------------------------------------- | ----------------------------------------------------------------------- |
| —                                                                   | —                                                                     | —                                                                       |

Die Niederländischen Antillen nahmen an den Olympischen Sommerspielen 1952 in der finnischen Hauptstadt Helsinki mit elf männlichen Sportlern teil.
Es war die erste Teilnahme eines Teams der Niederländischen Antillen an Olympischen Sommerspielen.

## Teilnehmer nach Sportart

### Fußball
Herren-Turnier; 9. Platz
Kader
Ergilio Hato (TW), Jani Brokke, Eddy Vlinder, Guillermo Giribaldi, Guillermo Krips, Jorge Brion, Juan Briezen, Pedro Matrona, Wilfred de Lanoi, Wilhelm Canword und Willys Heyliger
Ergebnis
21. Juli, 19 Uhr, Lahti: 1:2-Niederlage gegen die Türkei; Torschütze für das Team der Niederländischen Antillen war Juan Briezen in der 79. Minute zum Endstand